# José Luis Quirós
José Luis Quirós (Heredia, 5 de agosto de 1999) es un futbolista costarricense que juega como defensa en el Club Sport Cartaginés de la Primera División de Costa Rica.

## Trayectoria

### Inicios
José Luis Quirós estuvo en las categorías inferiores del Club Sport Herediano, en el que realizó su debut con el equipo mayor el 17 de diciembre de 2017 contra el Municipal Pérez Zeledon jugando 48 minutos, el marcador terminó con la derrota de los heredianos con el marcador 1-2.

### Club Sport Herediano
Quirós, en el cuadro rojiamarillo tuvo nula oportunidad para destacar, solo jugando un partido en 2017. Manteniéndose gran parte en el equipo juvenil. Quirós se marcharía del herediano en 2019.

### Asociación Deportiva Juventud Escazuceña
Josué Luis Quirós estuvo durante seis meses en el equipo escazuceño, donde sería regular y dispurtaría la final del Torneo Clausura 2020 de Segunda División de Costa Rica y posterior, la gran final por el ascenso. Todos estos partidos frente al equipo de Sporting Football Club. Donde Quirós disputó tres de los cuatro  encuentros. Lastimosamente, Escazuceña no pudo ascender a Primera División de Costa Rica. Quirós se marchó del equipo luego que la franquicia fue adquirida por la Liga Deportiva Alajuelense.

### Asociación Deportiva Barrio México
Josué Luis Quirós se mantuvo durante otros seis meses en segunda división. Con el equipo de Barrio México obtuvo gran regularidad donde se marchó del equipo para disputar la Primera División de Costa Rica.

### Sporting Football Club
Para el clausura 2021, Quirós firmó con el equipo del Sporting Football Club, equipo con el cual hace seis meses fue su rival en la final por el ascenso a primera. En sus primeros seis meses jugó tan solo 7 partidos, solo 3 titular y 4 entrando de cambio. Para el apertura 2021, obtuvo su mejor regularidad y disputó 20 partidos seguidos, y todos de titular. Después de ese torneo se marchó a uno de los cuatro grandes del fútbol costarricense. 

### Club Sport Cartaginés
Quirós llegó al cartaginés para el apertura 2022,  dónde fue parte del cartaginés que ganó el campeonato después de 81 años de sequía y también ganaría un torneo de Copa. Con el cartaginés José Luis Quirós ha logrado consolidarse durante y por el momento lleva 103 partidos, 3 goles y 10 asistencias. Siendo una figura fundamental para el equipo.

## Clubes
| Club                                     | País       | Año                |
| ---------------------------------------- | ---------- | ------------------ |
| Club Sport Herediano                     | Costa Rica | 2017-2019          |
| Asociación Deportiva Juventud Escazuceña | Costa Rica | 2020               |
| Asociación Deportiva Barrio México       | Costa Rica | 2020               |
| Sporting Football Club                   | Costa Rica | 2021               |
| Club Sport Cartaginés                    | Costa Rica | 2022 - actualmente |

## Palmarés

### Títulos nacionales
| Título                         | Club                  | País       | Año           |
| ------------------------------ | --------------------- | ---------- | ------------- |
| Primera División de Costa Rica | Club Sport Cartaginés | Costa Rica | Clausura 2022 |
| Torneo de Copa de Costa Rica   | Club Sport Cartaginés | Costa Rica | 2022          |